# Świdwinek
Świdwinek [ɕfidˈvinɛk] (Đức Neu Schivelbein) là một ngôi làng ở quận hành chính của Gmina swidwin, trong Świdwiński, Zachodniopomorskie, nằm ở tây bắc Ba Lan.